# Camporotondo di Fiastrone
Camporotondo di Fiastrone – miejscowość i gmina we Włoszech, w regionie Marche, w prowincji Macerata.
Według danych na rok 2004 gminę zamieszkiwały 583 osoby, 72,9 os./km².